# Pont-en-Ogoz
Pont-en-Ogoz är en kommun i distriktet Gruyère i kantonen Fribourg, Schweiz. Kommunen skapades den 1 januari 2003 genom sammanslagningen av kommunerna Avry-devant-Pont, Le Bry och Gumefens. Pont-en-Ogoz hade 2 013 invånare (2023).